# The Notting Hillbillies
The Notting Hillbillies — британская рок-группа, созданная в 1986 году Марком Нопфлером (гитара, вокал), пригласившим старых знакомых для исполнения музыки в стиле блюз, кантри-рок. Группа выпустила единственный альбом Missing...Presumed Having a Good Time.

## История
Марк Нопфлер познакомился со Стивом Филипсом в 1968 году, журналисты играли на гитаре и создали группу Duolian String Pickers duo, которая просуществовала с конца 1960-х годов по 1970 год, когда Марк отправился учиться в университет. Филлипс сформировал Steve Phillips Juke Band, которая играла рокабилли. В то же время Филлипс познакомился со своим земляком Крокером. Когда Juke Band распалась, с 1976 года они выступали вместе как Nev & Norriss.

### Запись и раскрутка альбома
В 1986 году Нопфлер, воодушевлённый успехом Dire Straits, хотел реализовать свои новые идеи и создал трио в составе Марк Нопфлер — Стив Филипс — Брендан Крокер. Они выступили в 31 мая 1986 года в пабе «Grove pub in Holbeck» Лидса. Кроме прочих, в этот концерт вошли две песни группы Dire Straits — «Ticket To Heaven» и «How Long». В 1989 году все три музыканта собрались вместе и начали работу над альбомом, Марк усилил состав, пригласив клавишника Dire Straits Гая Флетчера. Альбом Missing...Presumed Having a Good Time вышел в 1990 году.
В 1990 году прошёл концертный тур по Великобритании в поддержку альбома, выступления проходили в небольших камерных залах.
Несколько концертов этого тура были записаны на различные носители.
В этом туре впервые прозвучала песня «When It Comes To You», которая позже вошла в последний студийный альбом Dire Straits 1991 года под названием «On Every Street».
| Дата     | Место                   | Место | Место                                                  | Запись (если есть)                                   |
| -------- | ----------------------- | ----- | ------------------------------------------------------ | ---------------------------------------------------- |
| 15 марта | BBC radio session       |       | Лондон, Великобритания                                 | Запись «BBC radio session 2»                         |
| 4 апреля | Зал The Hexagon         | 1 200 | город Рединг, Беркшир, Великобритания                  | Запись «Reading»                                     |
| 1 мая    | театр Риц               |       | город Линкольн, Линкольншир, Великобритания            | Запись «Ritz theatre»                                |
| 14 мая   | Dominion theatre        | 2 182 | район London Borough of Camden, Лондон, Великобритания | Запись «Dominion theatre»                            |
| 15 мая   | Зал Snape Maltings      | 832   | город Snape, Саффолк, Великобритания                   | Бутлег «A funny friendly night»; Запись «Snape live» |
| 6 июня   | Зал Newcastle City Hall |       | индустриальный район Ньюкасл-апон-Тайн, Великобритания | Запись «Newcastle»                                   |

Отработав это турне, группу покинул Пол Франклин, The Notting Hillbillies лишились педальной слайд-гитары.

### Концертные туры 1993—2002 годов
В 1993—2002 годах группа периодически концертировала, в основном — в пределах Великобритании.
The Notting Hillbillies по-прежнему предпочитала небольшие залы вместимостью до 2000 человек.
Тур 1993 года проходил после прощального турне Dire Straits 1991—1992 годов и включал в себя определённое число концертов в Великобритании.
В рамках турне было записано два концерта:
| Дата     | Место                   | Место | Место                                 | Запись (если есть)           |
| -------- | ----------------------- | ----- | ------------------------------------- | ---------------------------- |
| 15 марта | The Town & Country Club |       | Лидс, Великобритания                  | Запись «BBC radio session 2» |
| 4 апреля | Зал The Hexagon         | 1 200 | город Рединг, Беркшир, Великобритания | Запись «Reading»             |

## Дискография
- 1990 — Missing…Presumed Having a Good Time (см. также композиции Bewildered, Your Own Sweet Way)

## Состав
Основной состав
- Марк Нопфлер — гитара, вокал; продюсер
- Брендан Крокер[англ.] — гитара, вокал
- Стив Филлипс[англ.] — гитара, вокал
- Гай Флетчер[англ.] — клавишные, вокал; продюсер

Приглашённые музыканты
- Эд Бикнелл[англ.] — ударные
- Денни Каммингс[англ.] — ударные (заменял Эд Бикнелл на 4 выступлениях в 2002 году)
- Маркус Клифф[англ.] — бас-гитара
- Пол Франклин[англ.] — pedal steel guitar (студийный альбом и тур 1990 года)
- Билл Шнее[англ.] — сведение альбома